# James Vaughan
James Oliver Vaughan (født 14. juli 1988 i Birmingham, England) er en engelsk fodboldspiller, der spiller som angriber hos Wigan Athletic. Han har tidligere spillet for blandt andet Everton hvor han i sin tid i klubben var lejet ud til Derby County, Leicester City og Crystal Palace . 

## Landshold
Vaughan har (pr. april 2018) endnu ikke optrådt for Englands A-landshold, men har spillet adskillige kampe på både U-17, U-19 og U-21 niveau.